# George Greenbaum
George Greenbaum, eigentlich Georg Grünbaum (* 11. Januar 1889 in Chicago, Illinois, Vereinigte Staaten; † 4. September 1932 in Berlin) war ein deutsch-amerikanischer Stummfilmkameramann mit Ausflügen zur Filmregie.

## Leben und Wirken
Der Sohn des Filmproduzenten Jules Greenbaum kam mit seiner Familie 1895 nach Berlin, wo im Jahr darauf sein Bruder Max, der als Mutz Greenbaum ein berühmter Kameramann werden sollte, geboren wurde. Bereits 1905 stieß George, der das Gymnasium und anschließend das Technikum besucht hatte, zur Filmbranche und erlernte dort das Handwerk von der Pike auf. Offensichtlich kehrte er in jungen Jahren wieder in die USA zurück, da im Jahre 1915 eine amerikanische Filmregie von ihm nachweisbar ist. Wenig später muss sich Greenbaum aufgrund der Entwicklungen im Ersten Weltkrieg dazu entschlossen haben, nach Deutschland heimzukehren. 
In Berlin war er ab 1917 als Kameramann tätig und fotografierte zunächst Dramen für die Treumann-Larsen-Film. Zuletzt stand er auch bei Produktionen seines Vaters hinter der Kamera. Anders als sein jüngerer Bruder Mutz konnte sich George hingegen als Kameramann nicht wirklich durchsetzen. Von 1922 bis 1925 übernahm er als Nachfolger seines Vaters die Geschäftsleitung bei der Greenbaum Film GmbH. Danach trat er nur selten öffentlich in Erscheinung. Bei dem im Winter 1927/28 entstandenen Film Die Königin seines Herzens, bei dem sein Bruder Mutz die Chefkamera führte, war er für die Standfotografie verantwortlich. 

## Filmografie
als Kameramann, wenn nicht anders angegeben
- 1915: The World of Today (Regie)
- 1917: Der Giftbecher
- 1918: Der Fluch des Nuri
- 1918: Die Film-Kathi
- 1918: Ihr Junge
- 1919: Die Geisha und der Samurai
- 1919: Der Erbe von Skialdingsholm
- 1920: Das blaue Hotel
- 1920: Nirvana
- 1920: Das unbewohnte Haus
- 1920: Ihr tollster Trick
- 1920: Der Abgrund der Seelen
- 1921: Die Nacht der Toten
- 1921: Der Eid des Stephan Huller